# Storsjön (Gammalkils socken, Östergötland)
Storsjön är en sjö i Linköpings kommun i Östergötland och ingår i Motala ströms huvudavrinningsområde. Sjön har en area på 1,4 kvadratkilometer och ligger 110,1 meter över havet. Sjön avvattnas av vattendraget Humpån.

## Delavrinningsområde
Storsjön ingår i det delavrinningsområde (645438-147514) som SMHI kallar för Utloppet av Storsjön. Medelhöjden är 142 meter över havet och ytan är 29,09 kvadratkilometer. Det finns ett avrinningsområde uppströms, och räknas det in blir den ackumulerade arean 62,38 kvadratkilometer. Humpån som avvattnar avrinningsområdet har biflödesordning 4, vilket innebär att vattnet flödar genom totalt 4 vattendrag innan det når havet efter 113 kilometer. Avrinningsområdet består mestadels av skog (77 procent). Avrinningsområdet har 1,52 kvadratkilometer vattenytor vilket ger det en sjöprocent på 16,7 procent.